# Max Carrasco
Max Carrasco (nacido el 3 de mayo de 1984) es un exfutbolista brasileño que se desempeñaba como centrocampista.
Jugó para clubes como el Marília, Grêmio Barueri, Vegalta Sendai, Villa Nova y Luverdense.

## Trayectoria

### Clubes
| Club           | País   | Año         |
| -------------- | ------ | ----------- |
| Marília        | Brasil | 2007        |
| Grêmio Barueri | Brasil | 2007 - 2008 |
| Noroeste       | Brasil | 2009        |
| Ipatinga       | Brasil | 2009 - 2012 |
| Vegalta Sendai | Japón  | 2011        |
| Villa Nova     | Brasil | 2013        |
| Luverdense     | Brasil | 2013        |
| Anápolis       | Brasil | 2014        |
| ASA            | Brasil | 2015        |